# Sealink
SEAlink är ett filöverföringsprotokoll som är bakåtkompatibelt med xmodem men har ett system med "sliding windows" för ökad överföringskapacitet. SEAlink skrevs 1986 som en del av FidoNetmailern SEAdog av System Enhancement Associates, tillika skapare av filkomprimeringsprogrammet ARC. SEAlink fick dock ingen större användning annat än i FidoNetmailers, och i likhet med de flesta förbättringar av XMODEM ersattes det snabbt av zmodem vid dess lansering.